# Handschrift 684
Hs. 684 is een vroeg 14e-eeuws manuscript met de Lilium Medicinae van Bernard de Gordon (1270 – 1330). Het kan zowel gebruikt zijn als medisch naslagwerk, ofwel als studieboek. Het geschrift is afkomstig van de Utrechtse Paulusabdij.
Het handschrift wordt tegenwoordig bewaard in de Universiteitsbibliotheek Utrecht. Het is te citeren als: Universiteitsbibliotheek Utrecht Hs. 684 (5 B 3).

## Omschrijving
De boekband bestaat uit een houten omslag, met leer bekleed en een ijzeren beslag. Op deze boekband bevonden zich 12 knoppen, zes aan beide kanten. Deze knoppen hadden als functie de boekband tegen slijtage te beschermen wanneer deze vlak werd neergelegd. Aan beide kanten van de boekband missen vier van deze steunpunten, deze bevonden zich in de 4 hoeken. Alleen de twee steunpunten op de denkbeeldige verticale middenlijn van het boek zijn nog over.
Door middel van kleine strookjes perkament (klavieren), die aan de snedekant uitsteken worden verschillende delen van het boek aangegeven. Op elke bladzijde waar een van deze klavieren is bevestigd bevindt zich een inhoudsopgave. Enkele van de klavieren zijn in de loop van tijd verloren geraakt, de afdruk van deze klavieren is nog wel zichtbaar. Alle klavieren bevinden zich op dezelfde hoogte.
Het handschrift bevat 144 folia van 355 bij 250 mm. Het manuscript mist drie pagina’s, die tussen 10v en 11r, tussen 11r en 12v en tussen 137v en 138r. De tekst is geschreven in het Latijn in twee kolommen. Per bladzijde is de tekst opgedeeld in 55 regels. Het overgrote deel van de tekst is met zwarte inkt geschreven, al bevinden zich pagina’s in het boek die met een doffere, bruine inkt zijn geschreven. Ook bevat deze tekst woorden die met de kleur rood zijn geschreven. Elk hoofdstuk kent een rubriek, waardoor de hoofdstukken gemakkelijker te vinden zijn bij het doorbladeren van het boek. Ook zijn in elk hoofdstuk een aantal woorden met rood geschreven.

## Functie

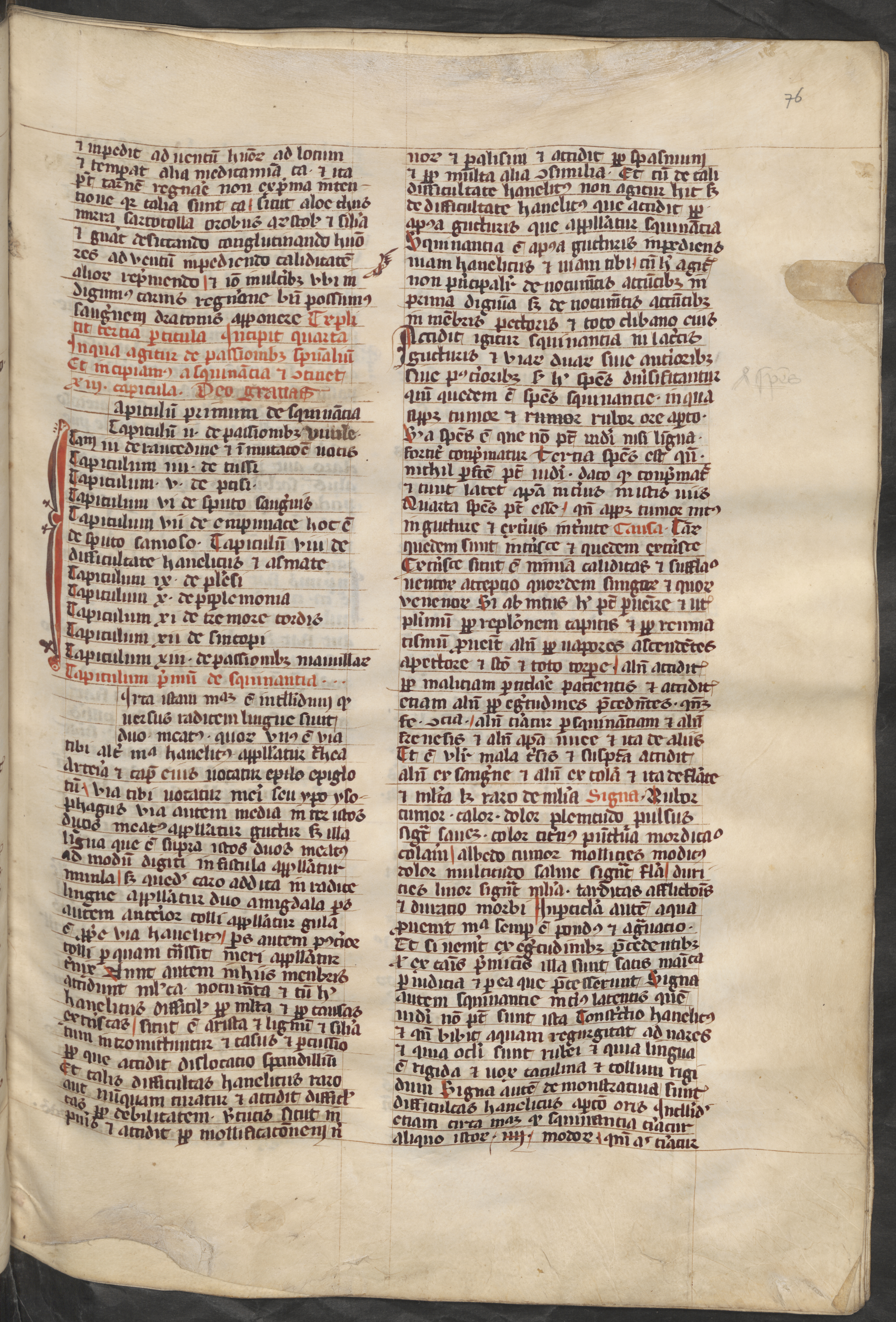
Inhoudsopgave op bladzijde 76r. Rechts bovenin is het restant van een klavier te zien. Bovenin tussen beide kolommen is een manicula te zien.

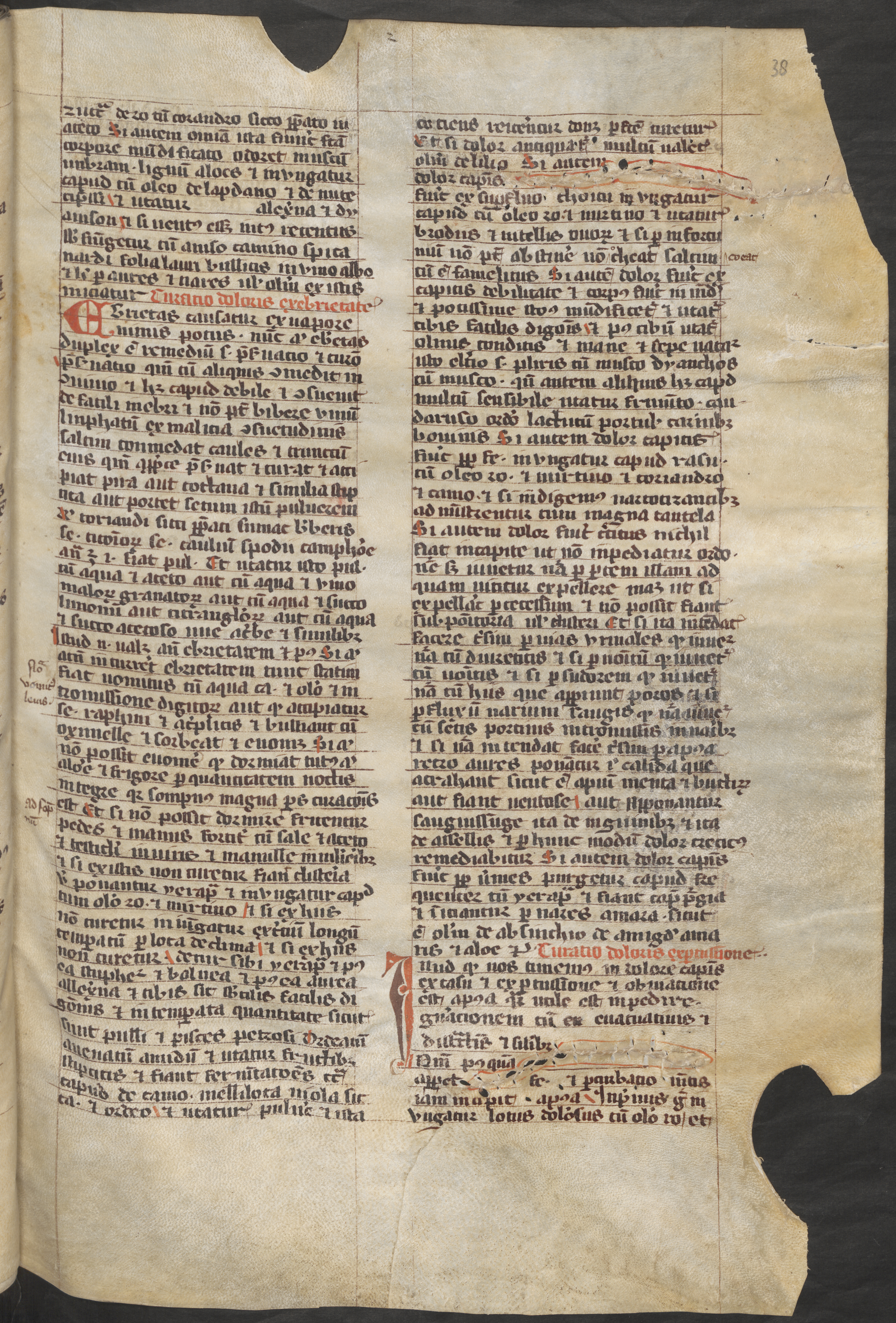
Bladzijde 38r van hs. 684. Er missen stukken van het perkament en er zijn twee dicht genaaide scheuren te zien.

Aan het uiterlijk van het boek is vast te stellen dat de functie een hogere prioriteit was dan de schoonheid. Mogelijk heeft het boek zijn originele boekband nog, wat weinig voorkomt. Het perkament waarop de tekst geschreven is heeft veel scheuren en gaten. Alle scheuren zijn weer dichtgenaaid, de gaten resteren. Hieruit blijkt dat de kwaliteit van het perkament niet erg van belang was. Ook heeft de tekst kanttekeningen, zoals geschetste, wijzende vingers om belangrijkste stukken van de tekst aan te geven (manicula). Ook zijn er aantekeningen in de marges te vinden. Opmerkelijk is wel dat er dat weinig marginalia te vinden zijn in vergelijking met andere naslagwerken en studieboeken.
Naast de kleur zwart is ook van een rode kleur inkt gebruik gemaakt. Regelmatig staat er een woord in het rood geschreven in de tekst. Deze woorden zijn rood gemaakt om de tekst overzichtelijker te maken, ze geven aan waar het volgende stuk tekst over zal gaan. In een hoofdstuk zullen bijvoorbeeld de woorden ‘clarificatio’ (verduidelijking), ‘causa’ (oorzaak) en ‘signa’ (standaarden) voorkomen. Ter verduidelijking: dit is handig wanneer de lezer in één oogopslag over de oorzaak van een bepaalde ziekte wil lezen. Hij bladert naar het hoofdstuk van deze ziekte en zoekt naar het rode woord voor ‘oorzaak’.

## Achtergrond
Het geschrift is afkomstig van de Paulusabdij, het Lilium Medicinae is geschreven door Bernard de Gordon. Bernard de Gordon was een arts uit Montpellier. Chaucer, schrijver van de Cantebury Tales, noemt Bernards geschreven werken als een zeer belangrijk deel van de kennis van de best getrainde Europese dokters in de middeleeuwen. Het Lilium Medicinae is een medische encyclopedie. Het bevat informatie over ziektes: oorzaken, symptomen en behandelingen. Het geschrift verliet echter al snel Montpellier. Vandaar dat Jan Yperman het rond 1318 in zijn boek ‘de Cyrugie’ heeft kunnen verwerken. Het desbetreffende boek was populair in zijn tijd, er zijn zeven drukken van uitgekomen. Van deze desbetreffende druk was meester Jacobus Jutfaes Alemberch de eigenaar. Meester Jacobus zou in de 16e eeuw geleefd hebben in Jutphaas (het tegenwoordige Nieuwegein).
Uit opschriften van het boek blijkt dat het in de bibliotheek van de Paulusabdij heeft gestaan. De Paulusabdij schonk dit exemplaar aan de Stadsbibliotheek in 1584. Deze stadsbibliotheek werd in 1636 de Universiteitsbibliotheek van Utrecht.

## Referentielijst
1. 1 2 3 4 5 6  Studieboek of medisch naslagwerk?. Special Collections - Utrecht University Library (22 juni 2017). Geraadpleegd op 23 oktober 2017.
2. ↑  Pearn, J. (2013). Beard de Gordon (f1. 1270 – 1330): medieval physician and teacher. Journal of Medical Biography, 21(1), 8-11.
3. ↑  Ruby, E, Lilium Medicinae. Koninklijke Bibliotheek (13 januari 2017). Gearchiveerd op 27 november 2021. Geraadpleegd op 18/10/17.